# Pertlikita
La pertlikita és un mineral de la classe dels sulfats que pertany al grup de la voltaïta group. Rep el seu nom en honor de Franz Pertlik (1943), catedràtic de Mineralogia i Cristal·lografia de la Universitat de Viena en reconeixement del seu extens treball sobre la química cristal·lina dels minerals.

## Característiques
La pertlikita és un sulfat de fórmula química K₂(Fe²⁺,Mg)₂(Mg,Fe³⁺)₄Fe³⁺₂Al(SO₄)₁₂(H₂O)₁₈. Cristal·litza en el sistema tetragonal.
Segons la classificació de Nickel-Strunz, la pertlikita pertany a «07.C - Sulfats (selenats, etc.) sense anions addicionals, amb H₂O, amb cations de mida mitjana i grans» juntament amb els següents minerals: krausita, tamarugita, kalinita, mendozita, lonecreekita, alum-(K), alum-(Na), tschermigita, lanmuchangita, voltaïta, zincovoltaïta, amoniomagnesiovoltaïta, kröhnkita, ferrinatrita, goldichita, löweïta, blödita, nickelblödita, changoïta, zincblödita, leonita, mereiterita, boussingaultita, cianocroïta, mohrita, nickelboussingaultita, picromerita, polihalita, leightonita, amarillita, konyaïta i wattevil·lita.

## Formació i jaciments
La pertlikita va ser descoberta a la mina Zagh, a Haji Abad (Bandar-Abbas, Hormozgan, Iran). També ha estat descrita a Pécs-Vasas (Baranya, Hongria); la Grotta dell'Allume, a Vulcano (Sicília, Itàlia) la mina Alcaparrosa, a Cerritos Bayos (Calama, Regió d'Antofagasta, Xile).